# Грабово (Одесская область)
Грабово (укр. Грабове) — село, относится к Кодымскому району Одесской области Украины.
Население по переписи 2001 года составляло 1293 человека. Почтовый индекс — 66030. Телефонный код — 4867. Занимает площадь 3,45 км².

## Местный совет
66030, Одесская обл., Кодымский р-н, с. Грабово